# The Hessling Editor
The Hessling Editor (THE) ist eine freie Adaption des IBM-Editors XEDIT.

## Merkmale
Neben den Funktionen von XEDIT wurden auch einige Besonderheiten von KEDIT in THE übernommen. Wie XEDIT und KEDIT ist THE in REXX programmierbar, unterstützt werden dabei verschiedene REXX-Implementierungen wie Regina, das ebenfalls von Mark Hessling entwickelt wird. Mithilfe seines PDCurses ist der Editor automatisch eine X11-Applikation.